# Jack MacGowran
Jack MacGowran, właściwie John Joseph MacGowran (ur. 13 października 1918 w Dublinie, zm. 31 stycznia 1973 w Nowym Jorku) – irlandzki aktor charakterystyczny. Jego ostatnią rolą filmową była postać Burke’ Denningsa w horrorze Williama Friedkina Egzorcysta (1973).

## Życiorys

### Wczesne lata
Urodził się w Dublinie w rodzinie katolickiej jako jedyny syn z trójki dzieci Gertrude MacGowran (z domu Shanahan) i Matthew MacGowrana, sporadycznie zatrudnionego komiwojażera. Kształcił się w Synge Street CBS, gdzie trenował w lekkoatletykę. Po ukończeniu szkoły wstąpił do Hibernian Insurance Company. 

### Kariera
Jego debiut sceniczny miał miejsce w listopadzie 1940 w Gaiety Theatre w Dublinie w chórze operetki Gilbert i Sullivan dla amatorów Rathmines & Rathgar Musical Society. Ugruntował swoją reputację zawodową jako członek zespołu Abbey Players w Dublinie, a sławę sceniczną zdobył dzięki swoim znakomitym interpretacjom dzieł Samuela Becketta. Wystąpił jako Lucky w przedstawieniu Czekając na Godota w londyńskim Royal Court Theatre oraz z Royal Shakespeare Company w Końcówce w Aldwych Theatre.
W 1959 wystąpił na Broadwayu jako „Joxer” Daly w komedii muzycznej Juno. W 1970 na scenie off-Broadwayu grał postać Mohandasa K. Gandhiego w spektaklu Gandhi. W 1971 otrzymał nagrodę Obie jako najlepszy występ aktora w produkcji Jack MacGowran w twórczości Samuela Becketta.
Wystąpił na ekranie w melodramacie Johna Forda Spokojny człowiek (The Quiet Man, 1952), dramacie The Gentle Gunman (1953), komedii Rooney (1958) i filmie przygodowym fantasy Roberta Stevensona Darby O’Gill i krasnoludki (Darby O’Gill and the Little People, 1959), a także dwóch filmach Romana Polańskiego – Matnia (1966) i Nieustraszeni pogromcy wampirów (1967).

## Życie prywatne
21 marca 1963 zawarł związek małżeński z Aileen Glorią Nugent, z którą miał córkę Tarę Marię (ur. 6 listopada 1964).

### Śmierć
Zmarł 31 stycznia 1973 w Nowym Jorku na grypę w wieku 54 lat.

## Filmografia
- 1952: Spokojny człowiek (The Quiet Man) jako Ignatius Feeney
- 1959: Behemoth the Sea Monster jako dr Sampson, paleontolog
- 1963: Przygody Toma Jonesa jako Kuropatwa
- 1965: Lord Jim jako Robinson
- 1965: Doktor Żywago jako Pietia
- 1966: Matnia jako Albie
- 1967: Nieustraszeni pogromcy wampirów jako prof. Abronsius
- 1967: Rewolwer i melonik (serial telewizyjny) jako prof. Poole
- 1970: Zacznijcie rewolucję beze mnie jako Jacques
- 1973: Egzorcysta jako Burke Dennings